# Marko Raat
Marko Raat (nacido el 1 de julio de 1973 en Tallin ) es un director de cine, guionista y camarógrafo estonio. Ha realizado como autor documentales, largometrajes, obras de videoarte, ha dirigido teatro y ha participado en diversos proyectos artísticos.

## Filmografía
Fuente:
- 1999: Por razones estéticas (documental; director, camarógrafo)
- 2002: Agent Wild Duck (largometraje; director, guion)
- 2007: Knife (largometraje; director, guion, camarógrafo)
- 2008: Toomik's Movie (documental; director, camarógrafo)
- 2010: La reina de las nieves (largometraje; director, guion)
- 2015: Fast Eddy's Old News (documental; director, camarógrafo)
- 2018: Tríptico de cocina (documental; director)
- 2019: Funeral Diaries (documental; director, camarógrafo)
- 2024: 8 vistas del lago Biwa (largometraje; director)